# Karel Svoboda 65
Karel Svoboda 65 je dvojité CD obsahující záznam koncertu k 65. narozeninám hudebního skladatele Karla Svobody, který proběhl 19. listopadu 2003 ve Velkém sále pražské Lucerny.

## Seznam skladeb

### CD 1
1. Karel Svoboda  Návrat Gemini 02:06
2. Jaromír Mayer  Slunce za oknem 02:21
3. Václav Neckář  Tenhle bílej měsíc 02:00
4. Marta Kubišová  Depeše 02:47
5. Václav Neckář  Stín katedrál 03:23
6. Marta Kubišová  Nechte zvony znít 03:48
7. Různí interpreti Lady Carneval 02:59
8. Hana Zagorová Tisíc nových jmen 03:46
9. Karel Gott Láska bláznivá 03:21
10. Eva Pilarová Hrom aby do tě, lásko má 02:35
11. Milan Drobný Pláču, pláču sůl 03:29
12. Karel Gott Já se tiše odporučím 03:43
13. Hana Zagorová Gvendolína 03:29
14. Jiří Korn Yvetta 02:36
15. Karel Gott Mistrál 03:03
16. Waldemar Matuška Píseň pro Agnes 02:33
17. Karel Gott Kdepak, ty ptáčku, hnízdo máš? 02:55
18. Helena Vondráčková Lásko má, já stůňu 02:17
19. Karel Gott Nápoj lásky č. 10 03:12
20. Hana Zagorová Studánko stříbrná 02:43
21. Karel Gott Paganini 02:34
22. Karel Gott Mám zlatej důl 02:29
23. Karel Gott Včelka Mája 01:21
24. Lešek Semelka Jsi prostě nejlepší 02:15
25. Jiří Schelinger Což takhle dát si špenát 02:14
26. Jana Kratochvílová Dlouhá bílá žhnoucí kometa 03:47
27. Karel Gott Jdi za štěstím 03:35

### CD 2
1. Helena Vondráčková Ša-ba-du-ej 03:03
2. Karel Gott Kam se schoulíš 03:17
3. Karel Gott Beatles 03:24
4. Karel Svoboda Návštěvníci 01:32
5. Michal David Létající Čestmír 01:31
6. Iveta Bartošová a Petr Sepeši Medové dny 04:21
7. Marcela Březinová Hádej 02:42
8. Karel Gott Půlnoc v motelu Stop 03:50
9. Anna Rusticano Vorrei 03:37
10. Karel Gott a Marcela Holanová Čau, lásko 03:35
11. Petra Janů Říkej mi... 03:18
12. Marcela Holanová Óda na lásku 02:45
13. Karel Gott Musíš být jenom má 03:21
14. Dalibor Janda Vchází bez vyzvání 02:49
15. Karel Gott Žít 03:58
16. Lucie Bílá Jsi můj pán 03:17
17. Daniel Hůlka Hádanka s tajenkou 03:23
18. Leona Machálková Proč nejsi tam, kde já 02:09
19. Iveta Bartošová Tři oříšky 03:46
20. Jitka Zelenková A to ty víš 02:49
21. Bohuš Matuš Spoutaný 02:39

Bonus
- 22. Petr Muk Stín katedrál 03:35
- 23. Black Milk Ten právě příchozí 04:49
- 24. Petr Kolář Ještě, že tě lásko mám 03:41

## Další informace
- Číslo alba: SU 5494-2-312 (Supraphon), EAN 09925 549428
- Cover photo: Jakub Ludvík